# Суламифь (повесть)
«Суламифь» — повесть Александра Куприна, опубликованная в 1908 году в альманахе «Земля».

## История создания и публикации
Куприн трудился над повестью осенью 1907 года, он изучал Библию, труды историков Эрнеста Ренана, Александра Веселовского и Пыляева, о чём поведал в письмах писателю Владимиру Тихонову и Фёдору Батюшкову. Жанр своего произведения он характеризовал как что-то среднее между легендой и исторической поэмой.
В основу сюжета повести Куприна легло библейское предание о Суламифи или Суламите, упоминаемой в «Песни песней Соломона».

## Сюжет
Царю Соломону 45 лет. Он и его страна утопают в роскоши, слава о нём разнеслась по всем дальним странам. Царь очень красив, а его руки настолько нежны и теплы, что одним прикосновением способны исцелять. У Соломона сотни жён, наложниц и любовниц, и всех их он успевает одаривать своей любовью. Но больше всего ему мила юная Суламифь, простая девушка из виноградника на южном склоне холма Ваал-Гамон, где царь любит проводить своё свободное время в уединении. Они влюбляются друг в друга с первого взгляда.
А также присутствуют разные оттенки Красный любовь чистая, серебром-чистота, а зеленый природа 
Вечером Суламифь в городе продаёт своё единственное украшение, чтобы купить мирру, для того, чтобы пахнуть ею, когда возлюбленный будет касаться её. На своём ложе она долго ожидает Соломона, но тот не приходит. Вдруг она слышит его голос и шаги, но испугавшись не открывает ему. Когда она всё-таки выглядывает наружу, то никого не находит. Суламифь бежит в виноградник, где её и встречает возлюбленный. Они предаются любви. После чего Соломон признаётся, что он царь.
Суламифь привозят во дворец, где за ней ухаживают слуги. Соломон и Суламифь предаются любви семь дней и шесть ночей. В то же время в храме Исиды проводятся религиозные обряды в честь этой египетской богини. Царица Астис, верховная жрица и ранее любимая супруга Соломона, пылает ревностью и подговаривает Элиава, главу царской стражи, убить Суламифь. Взамен она обещает отдаться ему.
Суламифь предчувствует свою гибель, о чём рассказывает Соломону в их седьмую ночь. Элиав убивает её, пронзив мечом. Он пытается скрыться, но его ловят и умертвляют. Астис отсылают обратно в Египет, Соломон больше не хочет её никогда видеть. Царь проводит время в печальных размышлениях в одиночестве, никто не смеет его беспокоить.

## Критика
«Суламифь» получила смешанные оценки от критиков. Писатель Максим Горький в письме к издателю Константину Пятницкому отмечал, что ему стыдно за последние произведения своих коллег, среди которых наряду с «Суламифью» он называл повесть Леонида Андреева «Рассказ о семи повешенных». В том же году он сетовал в разговоре с писателем Сергеем Ауслендером на то, что Куприн зря взялся за библейскую тему, являясь прекрасным бытописцем. Горький также сравнил его Соломона с «ломовым извозчиком».
Критик В. В. Боровский назвал повесть Куприна «гимном женской красоте и молодости».
В. Н. Афанасьев в своём критико-биографическом очерке о Куприне объясняет обращение писателя к чуждой для себя тематике (ухода в века «загадочно-былые») и стилизации, в том числе и последствиями Революции 1905—1907 годов в России, когда значительная часть интеллигенции дистанцировалась от неё. Также он ставит «Суламифь» в один ряд со стилизаторскими произведениями декадентов, получившими распространение в тот период.